# Łopuszno
Łopuszno est un village de la voïvodie de Sainte-Croix et du powiat de Kielce. Il est le siège de la gmina de Łopuszno et comptait 1 371 habitants en 2011.